# Schwarzkehlbraunelle
Die Schwarzkehlbraunelle (Prunella atrogularis) ist eine Vogelart innerhalb der Gattung der Braunellen. Auf Grund des sehr großen Verbreitungsgebietes, des anscheinend stabilen Populationstrends und der wohl moderat kleinen bis großen Bestände, wird die Art von der IUCN als nicht gefährdet (LC, Least Concern) eingestuft.

## Merkmale

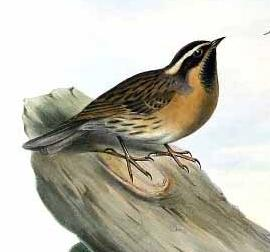
Schwarzkehlbraunelle, Illustration

Die Schwarzkehlbraunelle erreicht eine Körperlänge von 15 cm und ein Gewicht von 19 g. Oberkopf und Nacken sind bei der Nominatform gräulich braun und schwarz gestrichelt, Kinn und obere Kehle sind schwarz. Der lange Überaugenstreif ist blass cremefarben oder weiß bis orange gelbbraun, der Unterbartstreif weiß bis orange gelbbraun, die Ohrdecken schwärzlich. Der Bereich zwischen Nacken und Schulterfedern (Mantel) ist dunkelbraun gestrichelt, Brust und Flanken sind orange gelbbraun. Die Bauchseite ist weißlich. Im ersten Winterkleid kann die schwarze Kehle teilweise durch blasse Säume verdeckt sein, selten fehlt das Schwarz an der Kehle ganz.
Die Iris ist blass braun, der Schnabel schwarz, die Füße bräunlich fleischfarben.

## Lebensraum und Lebensweise
Während der Brutzeit bevorzugt die Schwarzkehlbraunelle niedriges, dichtes, dorniges Gestrüpp und meidet offene Lebensräume. Sie lebt in der subalpinen Zone im Uralgebirge in zu Gruppen zusammenstehenden Kümmerfichten sowie in Berglärchenwäldern und Weiden Gebüsch. Die Unterart Prunella atrogularis huttoni kommt in Nadel- und Laubwäldern sowie in Gestrüpp, häufig mit Wacholdersträuchern, vor.
Schwarzkehlbraunellen sind monogam, die Brutzeit dauert von Mai bis August. Das voluminöse, becherförmige Nest wird in Bäumen oder Sträuchern, meist in Fichte oder Wacholder, aus Zweigen, Moos, Gräsern und Stängeln gebaut und mit Gras und Haaren ausgekleidet. Das Gelege besteht aus drei bis fünf Eiern. Schwarzkehlbraunellen ernähren sich hauptsächlich von Insekten und anderen kleinen Gliederfüßern, Würmern und Schnecken. Schwarzkehlbraunellen sind Zugvögel.

## Unterarten und Verbreitung
Von der Schwarzkehlbraunelle wurden zwei Unterarten beschrieben:
- Prunella atrogularis atrogularis (Brandt, 1843) – Nominatform, nördliches und zentrales Uralgebirge und nordwestliches Russland. Die Unterart überwintert im östlichen Iran, in Turkmenistan und Usbekistan nach Süden bis Afghanistan, bis in den nordwestlichen Indischen Subkontinent und im extremen Südwesten Chinas.[2]
- Prunella atrogularis huttoni (Moore, 1854) – Gebirge West- und Zentralasiens vom Altai südliche bis Tian Shan und Pamir-Gebirge, teilweise bis in das südwestliche Asien ziehend. Im März 2001 wurde die Unterart, möglicherweise als Irrgast im Qin-Ling-Gebirgszug in Zentralchina gesichtet.[2]

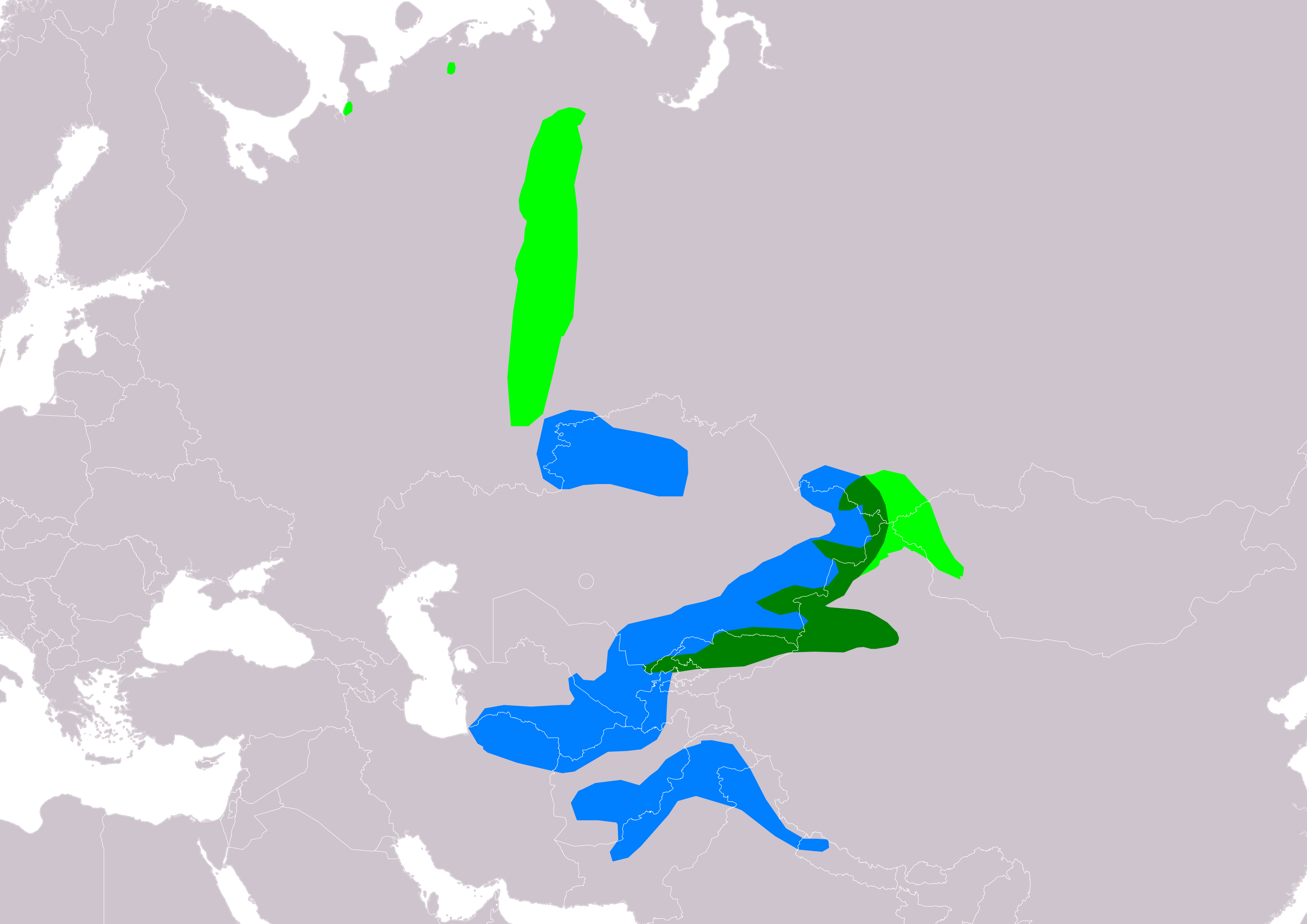
Verbreitung der Schwarzkehlbraunelle:
Brutgebiete
Ganzjähriges Vorkommen
Überwinterungsgebiete
Zusammengestellt von BirdLife International and Handbook of the Birds of the World (2016) 2016.